# LNER Clase A4 4498 Sir Nigel Gresley
Sir Nigel Gresley es una locomotora de vapor británica de la Clase A4 conservada hasta la actualidad, originalmente construida para el Ferrocarril de Londres y del Noreste (FL&NE) (London and North Eastern Railway; LNER). A lo largo de los años, recibió tres numeraciones distintas: 4498 (original), 7 (FL&NE 1946) y 60007 (British Rail).
En 1964 batió el récord mundial de velocidad para una locomotora de vapor, alcanzando los 180 km/h.

## Libreas
Al igual que las otras 35 locomotoras de su misma clase, la Sir Nigel Gresley mostró muchas libreas a lo largo de su carrera. Se puso en servicio el 30 de octubre de 1937 con el color azul estándar del FL&NE de las locomotoras A4 Pacific. Se agregaron números y letras cuando se incorporaron los nuevos ténderes de acero inoxidable en enero de 1939. Se pintó en 1942 con el color negro utilizado durante la Segunda Guerra Mundial, conservando las marcas del FL&NE. La siguiente pintura también fue negra, pero con las marcas del NE, aplicada en octubre de 1943. Después de la guerra, Sir Nigel Gresley recuperó la librea azul del LNER con detalles en rojo/blanco en marzo de 1947. 
Con la formación de British Railways llegaron nuevas libreas, y la Sir Nigel Gresley se pintó de color azul oscuro con líneas blancas y negras el 27 de septiembre de 1950. En el siguiente cambio de color (abril de 1952) se utilizó el color verde Brunswick de British Railways. 
Una vez retirada, se utilizó el color azul claro (con letras y el número 4498 de acero inoxidable añadidos más tarde), librea que lució desde 1966 hasta su revisión a finales de la década de 1990, cuando se pintó de su color azul actual, numerándose como 60007 de British Railways. Esta librea se ha mantenido después de la revisión de 2006. 

## Detalles técnicos
Al igual que las anteriores Pacific LNER A4, la Sir Nigel Gresley fue construida con una sola chimenea y carenados laterales que cubren las ruedas. Estos carenados se retiraron para facilitar las tareas de mantenimiento el 21 de febrero de 1942. La máquina recibió su doble chimenea y su doble escape Kylchap en diciembre de 1957. También fue dotada de equipos de alarma automática en septiembre de 1950. Se le instaló un registrador de velocidad tipo Smith-Stone en junio de 1960. 
La máquina ha utilizado doce calderas a lo largo de su vida útil: 8961 (de nuevo); 8946 (de la 4483 Kingfisher ), 21 de febrero de 1942; 9489 (nueva caldera), 6 de marzo de 1947; 29271 (de la 60024 Kingfisher ), 27 de septiembre de 1950; 29319 (nueva construcción), 17 de abril de 1952; 29306 (repuesto), 19 de octubre de 1953; 29321 (de la 60010 Dominion of Canada ), 12 de marzo de 1955; 29314 (de la 60026 Miles Beevor ), 13 de abril de 1957; 29324 (de la 60015 Quicksilver ), 13 de diciembre de 1957; 29331 (nueva construcción), 16 de abril de 1959; 27970 (nueva construcción), 7 de octubre de 1960 y finalmente la caldera 27966 (de la 60016 Silver King ), 25 de octubre de 1962. 
Sir Nigel Gresley tuvo dos ténderes en su carrera: el 5329 (desde su construcción hasta agosto de 1943) y luego el 5324 (a partir de ese momento). 

## Carrera
Construida para el LNER en 1937, fue la locomotora Pacific n.º  00 construida por Gresley. Su número en los Talleres de Doncaster fue el 1863, y originalmente recibió el número 4498. Es una locomotora 4-6-2, con el mismo diseño de Nigel Gresley que las más famosas Mallard. 
La locomotora 4498 debía haber recibido el nombre de Bittern, originalmente sugerido para la 4492 (más tarde bautizada como Dominio de Nueva Zelanda). Sin embargo, un entusiasta del FL&NE que había trabajado en la de Sociedad Ferroviaria de Correspondencia y Viajes, se dio cuenta a tiempo de que la 4498 era la locomotora Gresley Pacific número 100 y se sugirió que llevara el nombre de su diseñador. El nombre Bittern se asignó más adelante a la locomotora 4464. 
Cuando se puso en servicio, la Sir Nigel Gresley se asignó a las grandes instalaciones de mantenimiento de Kings Cross Top Shed. Como locomotora 7 del FL&NE, se reasignó a Grantham en abril de 1944, pero se envió de regreso a Top Shed en junio de 1950, donde se mantuvo hasta que se cerraron sus instalaciones, tras lo que la locomotora se reasignó a las cocheras de Nueva Inglaterra en junio de 1963. La Sir Nigel Gresley fue asignada a las cocheras de St Margarets para prestar el servicio en los trenes Edimburgo-Aberdeen, hasta que se depositó en Aberdeen el 20 de julio de 1964. 
En febrero de 1938 recibió una pintura especial en Doncaster Works y se le habilitó un espacio más grande para el carbón, cuando la locomotora se exhibió en una exposición en Mánchester. También se usó para la apertura de la estación de pruebas de Rugby en 1948. Así mismo, se utilizó montada sobre rodillos a altas velocidades para controlar el consumo de carbón y agua de la locomotora. 
La Sir Nigel Gresley posee el récord de velocidad de vapor de la posguerra, con una marca de 112 mph (180 km/h), registrado el 23 de mayo de 1959, y lleva una placa que conmemora este hecho. Al igual que con los récords de las Mallard, se consiguieron descendiendo hacia el sur desde Stoke Summit, con la diferencia que se logró con un tren lleno de pasajeros que regresaban de una excursión a las obras de Doncaster (y no con un tren especial). La excursión superó las 100 mph en otras dos ocasiones ese mismo día. Alan Pegler, que figuraba como miembro de la Comisión de Transporte Británica, pudo presenciar la hazaña desde la locomotora.

## Preservación
Retirada del servicio por British Railways el 1 de febrero de 1966, pasó a ser un objetivo de la A4 Preservation Society, que pronto pasó a llamarse A4 Locomotive Society, con el fin de rescatar la locomotora y evitar su desguace. Una vez adquirida, se trasladó a Crewe para su renovación. La locomotora gemela A4 No 60026 Miles Beevor también visitó posteriormente los antiguos talleres de LMS después de ser retirada, y sus tres pares de ruedas motrices de 6' 8" de diámetro se transfirieron a la número 60007 porque estaban en una condición mucho mejor que las de la máquina recién recuperada.
Durante el largo período necesario para su restauración, la Sir Nigel Gresley se mantuvo en Steamtown Carnforth, en el antiguo depósito de locomotoras. Esta era una ubicación privilegiada para sus operaciones principales, siendo la única línea principal de las A4 después de 1973, aparte de la Unión de Sudáfrica. Con motivo del 50 aniversario de la consecución del récord de Mallard el 3 de julio de 1988, el Museo Nacional del Ferrocarril reunió por primera vez tres de las cuatro locomotoras A4 Pacific del Reino Unido. A principios de julio de 2008, la SNG se unió a sus tres locomotoras hermanas en el Reino Unido para una exhibición en el Museo Nacional del Ferrocarril, en York. 
Durante 1994, la Sir Nigel Gresley pasó algún tiempo en el Gran Ferrocarril Central y luego en el Ferrocarril de Lancashire Este. La locomotora luego se trasladó al Ferrocarril North Yorkshire Moors en 1996, y ahora tiene su sede allí. Es propiedad del Sir Nigel Gresley Locomotive Preservation Trust Ltd., siendo operada por la A4 Locomotive Society Ltd. en nombre del Trust. 
En 2010, la locomotora se sometió a reparación en el Ferrocarril North Yorkshire Moors. Después de su revisión invernal en octubre de 2009, se hizo evidente que la máquina necesitaba un trabajo de reparación extensivo en sus tuberías, y desde entonces ha tenido otros dos problemas mecánicos significativos, aunque también se pudieron resolver. 
La certificación de la caldera más reciente de la 60007 expiró en septiembre de 2015 y, por lo tanto, la locomotora se retiró del servicio para otra revisión que se estaba llevando a cabo a la vista del público en el Museo Nacional del Ferrocarril de York, aunque la caldera se ha llevado al Ferrocarril de Llangollen para ser revisada allí. 

## Modelos
Bachmann lanzó varios modelos de la 60007; Chimenea Sencilla Protegida, Chimenea Doble Protegida y Chimenea Doble Despejada, todas en color azul del BR. Hornby también lanzó tres modelos; con y sin ténder de apoyo, todos con chimeneas dobles y en azul BR; y lanzó su tercer modelo en 2013 para el Great Gathering Range junto con los modelos de otras máquinas sobrevivientes de la clase. 

## Galería

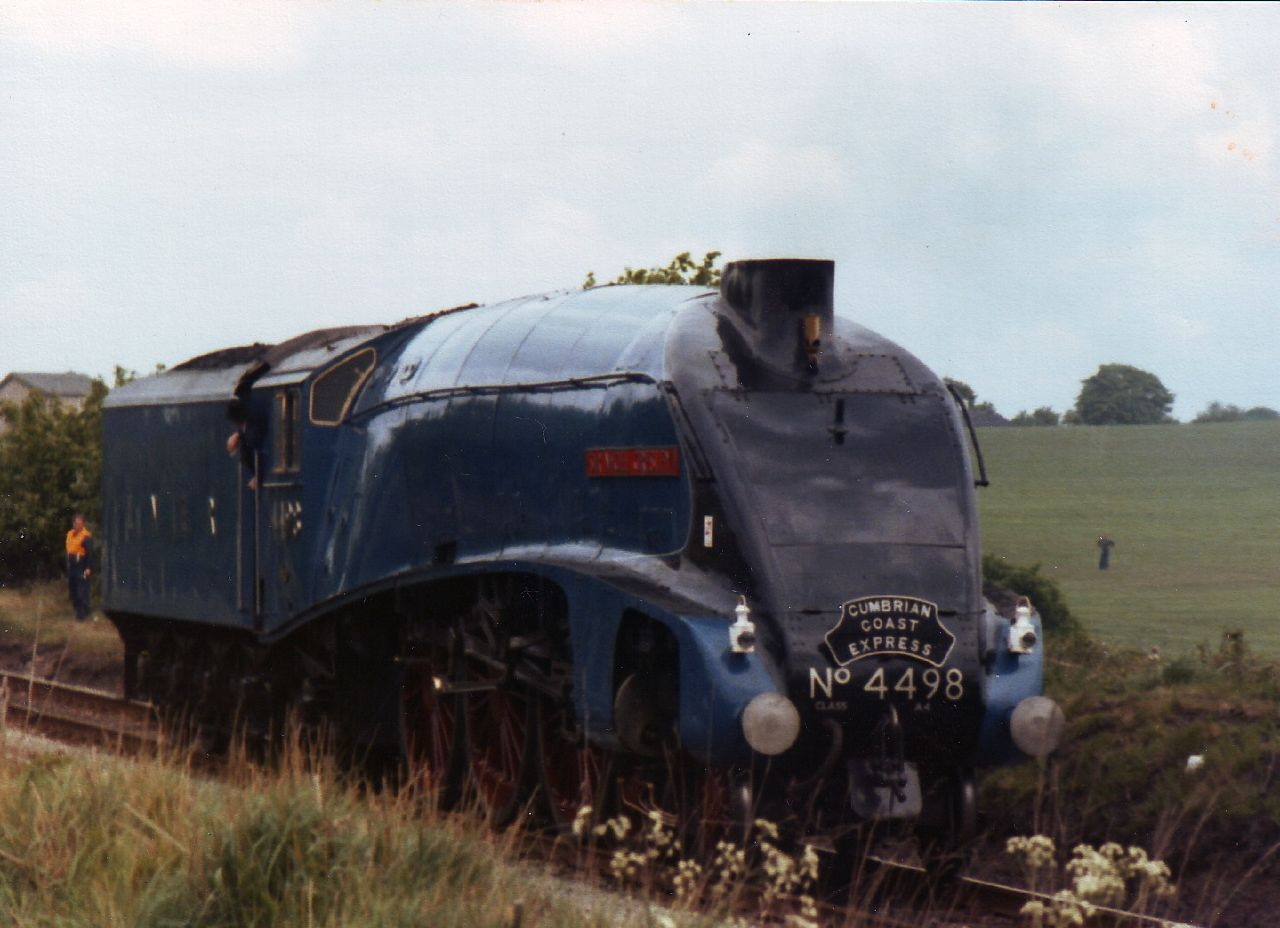
En las celebraciones del Rocket 150
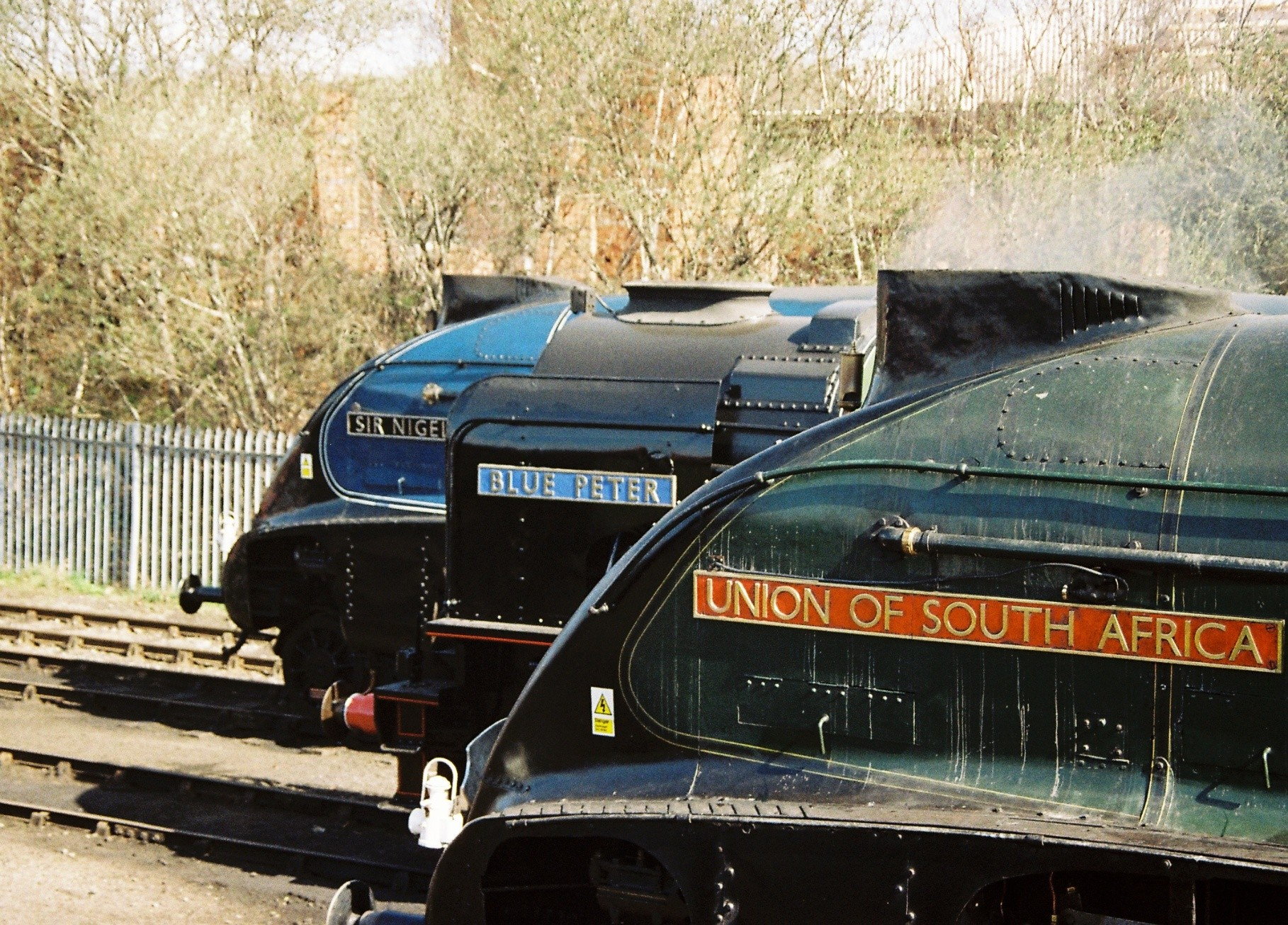
Con la A2 Blue Peter y la A4 Union of South Africa en Barrow Hill, 3 de abril de 2009
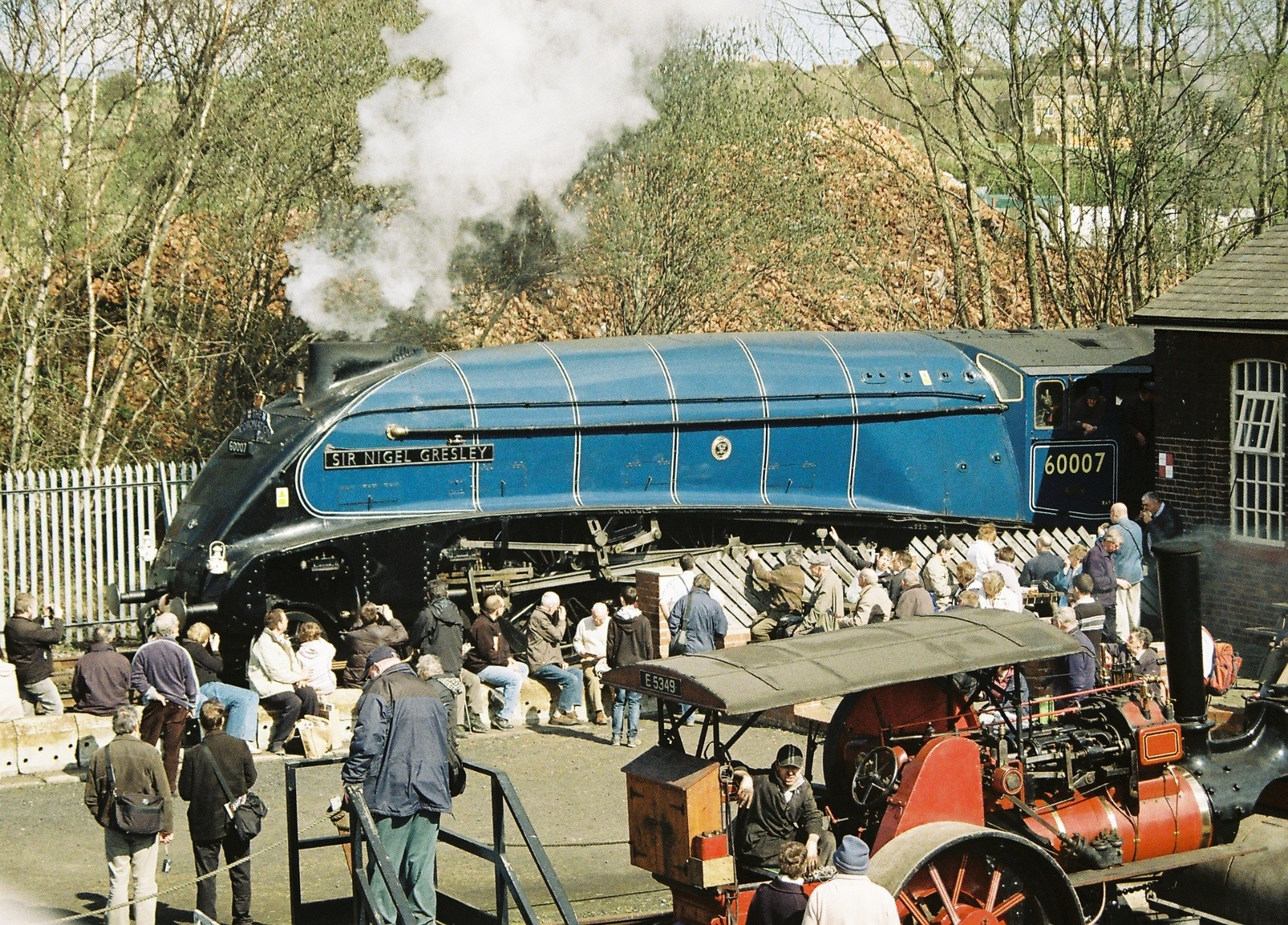
Arrastrando un tren lanzadera en Barrow Hill, 3 de abril de 2009
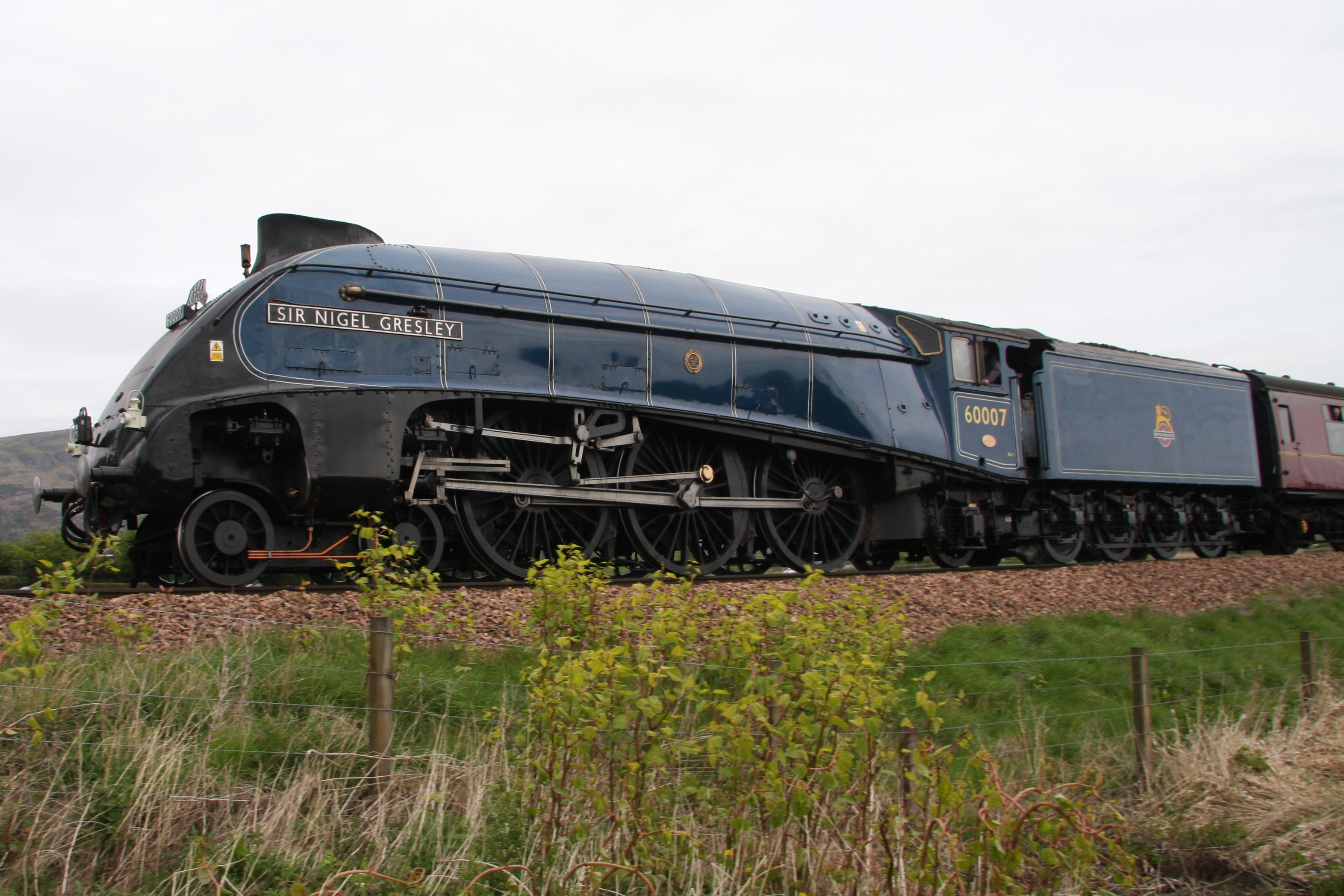
En la ruta del Forth Circle, acercándose a Stirling desde Alloa, 24 de abril de 2011
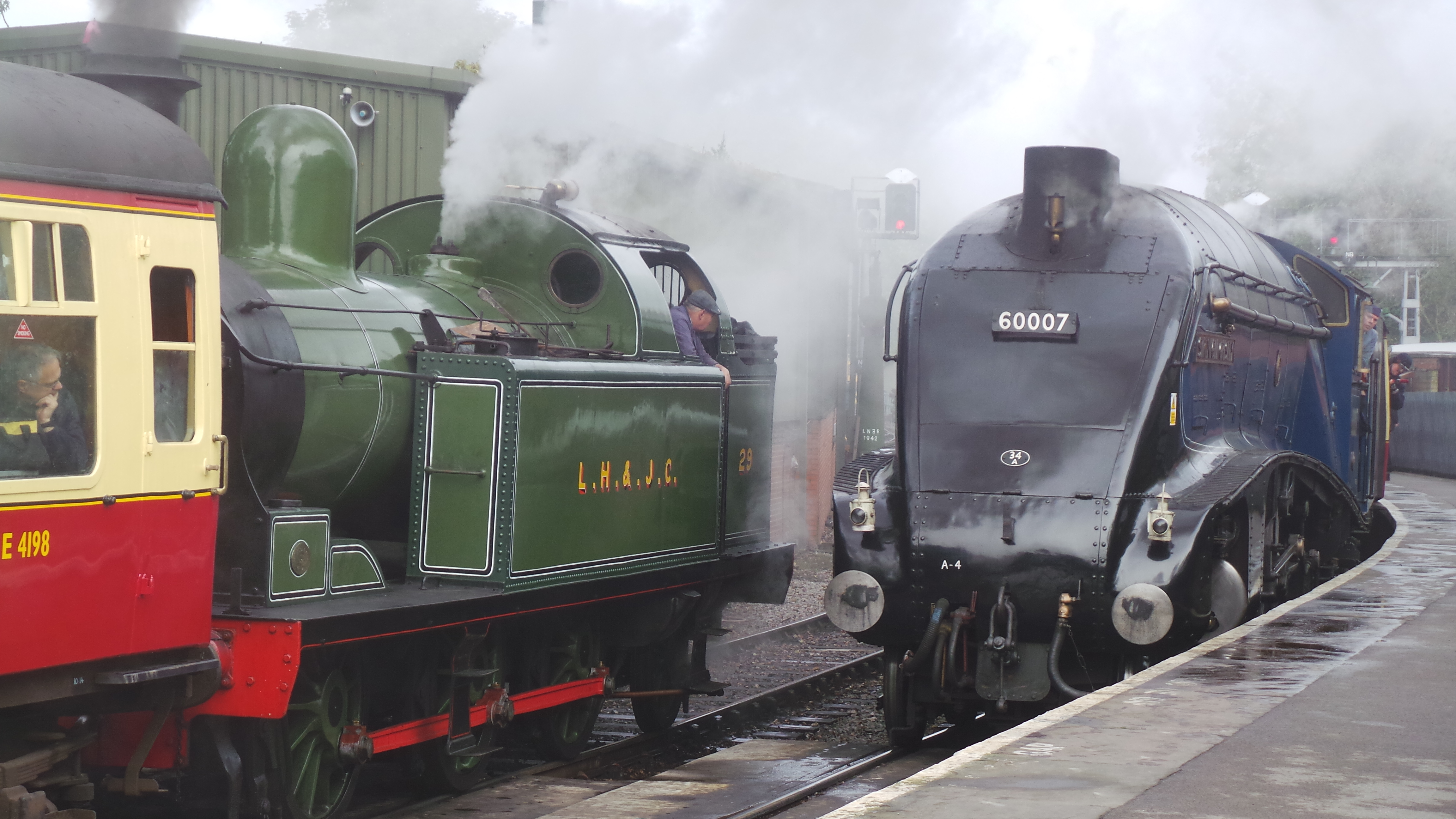
Al llegar a la estación Pickering el 12 de octubre de 2014, al paso de la Kitson 0-6-2T No.29